# UNIST
UNIST（ユニスト）は、2012年にavexからメジャーデビューした、GAKU(植草岳)/TAMA(TAMATE BOX)/ZEN(上間善一郎)からなる3人組のシンガーソングライターユニットである。

## 概要
- グループ名は個性(unique)を持ち寄ってギターを弾く(stroke)事から、uniqueなstrokeの略。
- かねてから親交の深かったGAKUとTAMAが近況報告がてら「久々に飲もうぜ」という事で会ったことが、結成のきっかけ。飲んでいる内にテンションが上がり、たまたま持っていたアコギで「路上に歌いに行こうか」という流れで路上ライブを行う。その時TAMAが「俺の仲間も呼ぶね」と知り合いのZENを呼び出し意気投合。そのままのノリでUNISTを結成した。全員がアコギを持つスタイルはここからきている。
- 3人ともシンガーソングライターであり、UNISTとしての楽曲はすべて自分たちで作詞作曲を行っている。
- グループでの活動の他に、個々でも作詞家作曲家として、関ジャニ∞、V6などのアーティストにも楽曲提供を行っている。
- 2016年6月1日の赤坂BLITZ公演にて解散。
- 2020年1月13日、横浜ベイホールでのライブイベント、「第1回全力復活アコロック祭り」にて一夜限りの再結成ライブをおこなった。

## メンバー
- GAKU
  - 8月22日生まれ。千葉県出身。UNISTのリーダー。立ち位置はセンター。
- TAMA
  - 11月7日生まれ。東京都出身。立ち位置は上手。
- ZEN
  - 12月28日生まれ。沖縄県出身。立ち位置は下手。

## ディスコグラフィー

### インディーズ

#### シングル
|     | リリース       | タイトル     | カップリング |
| --- | -------------- | ------------ | ------------ |
| 1st | 2011年10月19日 | キエナイ花火 | U.N.I.S.T    |
| 2nd | 2012年5月16日  | あしあと     | Summer Days  |

#### アルバム
|     | リリース      | タイトル   |
| --- | ------------- | ---------- |
| 1st | 2011年12月7日 | Who are U? |

### メジャー

#### シングル
|     | リリース       | タイトル         | カップリング                                    |
| --- | -------------- | ---------------- | ----------------------------------------------- |
| 1st | 2012年9月12日  | 無限フライト     | 年中無休 DE パーリナイっ☆                       |
| 2nd | 2012年12月12日 | 13月のソラノシタ | 無限フライト (acoustic version)、SSMDG(狩)      |
| 3rd | 2013年4月10日  | ONE DAY          | さくら春風、13月のソラノシタ (acoustic version) |

#### アルバム
|     | リリース      | タイトル     |
| --- | ------------- | ------------ |
| 1st | 2013年6月12日 | UN1ST        |
| 2nd | 2014年1月15日 | Who are U?＋ |
| 3rd | 2014年7月9日  | Acoustic     |

#### その他
- 童子-T「T's MUSIC」（2014年3月19日）
  - 9.My Favorite Song feat.UNIST

#### タイアップ
| 楽曲             | タイアップ                                                        | 時期                  |
| ---------------- | ----------------------------------------------------------------- | --------------------- |
| 無限フライト     | MBS/SSTV「COOK‐音楽‐」エンディングテーマ                          | 2012年9月度           |
| 無限フライト     | MBS「モーニングミックス」エンディングテーマ                       | 2012年10月度          |
| 13月のソラノシタ | 日本テレビ系「誰だって波瀾爆笑」エンディングテーマ                | 2012年12月度          |
| 13月のソラノシタ | MBS＋SSTV「ＣＯＯＫ」エンディングテーマ                           | 2013年1月度           |
| 13月のソラノシタ | MBS「アゲぽよＴＶ」」エンディングテーマ                           | 2013年1月度           |
| ONE DAY          | 「ムラサキスポーツサーフィン2013」CMソング                        |                       |
| ONE DAY          | ABC系「ビーバップ！ハイヒール」 エンディングテーマ                | 2013年5月度           |
| ONE DAY          | TVH「みにっつ」エンディングテーマ                                 | 2013年4月8日～4月12日 |
| Summer Days      | 日本テレビ「Resort@sea zoo」イメージソング                        |                       |
| Summer Days      | 千葉テレビ「ナイツのHIT商品会議室」エンディングテーマ             | 2013年6月度           |
| Summer Days      | MBS「MUSIC EDGE」エンディングテーマ                               | 2013年7月度           |
| Growing Up       | 北海道工業大学 TVCMタイアップ                                     |                       |
| Growing Up       | 淡水魚水族館「アクア・トトぎふ」TVCMソング                        |                       |
| Growing Up       | 中部地区「Honda Cars」TVCMソング                                  |                       |
| カンフーパンチ   | テレビ東京「たけしのニッポンのミカタ！」エンディングテーマ        | 2014年1～3月          |
| おもいで切符     | 九州地区「JR九州”アクティブ65”」TVCMソング                        | 2014年1月18日～       |
| ONE STEP         | TBS「捜査バラエティー Gメン99」エンディングテーマ                 | 2014年7～9月          |
| 夏の記憶         | テレビ東京「たけしのニッポンのミカタ！」エンディングテーマ        | 2014年7～9月          |
| 見えないエール   | 公益財団法人「マルセンスポーツ・文化振興財団 2014」イメージソング |                       |